# 2012年ロンドンオリンピックのイタリア選手団
2012年ロンドンオリンピックのイタリア選手団（2012ねんロンドンオリンピックのイタリアせんしゅだん）は、2012年7月27日から8月12日にかけてイギリスの首都ロンドンで開催された2012年ロンドンオリンピックのイタリア選手団、およびその競技結果。

## 概要
今大会は金メダル8個、銀メダル9個、銅メダル11個の合計個のメダルを獲得した。

## メダル
| メダル | 選手名 | 競技         | 種目                       | 日付（現地） |
| ------ | --- | ------------ | -------------------------- | ------------ |
| 金     | バレリオ・アスプロモンテ アンドレア・バルディニ アンドレア・カッサーラ ジョルジョ・アボラ | フェンシング | 男子フルーレ団体           | 8月5日       |
| 金     | エリーザ・ディフランチェスカ | フェンシング | 女子フルーレ個人           | 7月28日      |
| 金     | エリーザ・ディフランチェスカ アリアンア・エリッジョ バレンチナ・ベッツァーリ イラリア・サルバトーリ | フェンシング | 女子フルーレ団体           | 8月2日       |
| 金     | ニッコロ・カンプリアーニ | 射撃         | 男子50mライフル3姿勢       | 8月6日       |
| 金     | ジェシカ・ロッシ | 射撃         | 女子トラップ               | 8月4日       |
| 金     | ダニエレ・モルメンティ | カヌー       | 男子スラロームK-1          | 8月1日       |
| 金     | ミケレ・フランジリ マルコ・ガリアッツォ マウロ・ネスポリ | アーチェリー | 男子団体                   | 7月28日      |
| 金     | カルロ・モルフェッタ | テコンドー   | 男子80kg超級               | 8月11日      |
| 銀     | ステファノ・テンペスティ アマウリス・ペレス ニッコロ・ジット ピエトロ・フィグリオーリ アレックス・ジョルジェッティ マウリツィオ・フェルーゴ マッシモ・ジャコッポ バレンティノ・ガロ クリスティアン・プレスチウッティ デニ・フィオレンティーニ マッテオ・アイカルディ ダニエル・プレムス ジャコモ・パストリーノ | 水球         | 男子                       | 8月12日      |
| 銀     | アレッシオ・サルトリ ロマーノ・バッティスティ | ボート       | 男子ダブルスカル           | 8月2日       |
| 銀     | クレメンテ・ルッソ | ボクシング   | 男子ヘビー級               | 8月11日      |
| 銀     | ロベルト・カマレレ | ボクシング   | 男子スーパーヘビー級       | 8月11日      |
| 銀     | ディエゴ・オッキウツィ | フェンシング | 男子サーブル個人           | 7月29日      |
| 銀     | アリアンア・エリッジョ | フェンシング | 女子フルーレ個人           | 7月28日      |
| 銀     | ルカ・テスコニ | 射撃         | 男子10mエアピストル        | 7月28日      |
| 銀     | ニッコロ・カンプリアーニ | 射撃         | 男子10mエアライフル        | 7月30日      |
| 銀     | マッシモ・ファブリッツィ | 射撃         | 男子トラップ               | 8月6日       |
| 銅     | ファブリツィオ・ドナート | 陸上         | 男子三段跳                 | 8月9日       |
| 銅     | マルティナ・グリマルディ | 競泳         | 女子10kmマラソンスイミング | 8月9日       |
| 銅     | ビンチェンツォ・マンギアカプレ | ボクシング   | 男子ライトウェルター級     | 8月10日      |
| 銅     | クリスチャン・サバーニ ルイジ・マストランジェロ シモーネ・パロディ サムエル・パピ ミカル・ラスコ イバン・ザイツェフ ダンテ・ボニンファンテ ドラガン・トラヴィツァ アレッサンドロ・フェイ エマヌエーレ・ビラレッリ アンドレア・バーリ アンドレア・ジョーヴィ                                                    | バレーボール | 男子                       | 8月12日      |
| 銅     | マッテオ・モランディ | 体操         | 男子つり輪                 | 8月6日       |
| 銅     | エリーザ・ブランキ ロミナ・ラウリト マルタ・パグニーニ エリーザ・サントニ アンゼリカ・サブラリュク アンドレーア・ステファネスク | 新体操       | 女子団体                   | 8月12日      |
| 銅     | マルコ・アウレリオ・フォンターナ | 自転車       | 男子クロスカントリー       | 8月12日      |
| 銅     | アルド・モンタノ ディエゴ・オッキウツィ ルイジ・タランティーノ ルイジ・セメレ | フェンシング | 男子サーブル団体           | 8月3日       |
| 銅     | バレンチナ・ベッツァーリ | フェンシング | 女子フルーレ個人           | 7月28日      |
| 銅     | ロサルバ・フォルチニティ | 柔道         | 女子52kg級                 | 7月29日      |
| 銅     | マウロ・サルミエント | テコンドー   | 男子80kg級                 | 8月10日      |